# Bahnstrecke Swakopmund–Windhoek
| Spurweite: | ursprünglich 600 mm umgespurt auf 1067 mm |                                           |                                           |
| Maximale Neigung: | 45 ‰                                      |                                           |                                           |
| |                                           |                                           |                                           |
| Streckenverlauf |                                           |                                           |                                           |
| \| \| \| Landungsbrücke \| \| \| \| \| Mole \| \| \| \| 0 \| Swakopmund \| Swakopmund \| \| \| 10 \| Nonidas \| Nonidas \| \| \| 20 \| Richthofen \| Richthofen \| \| \| 40 \| Rössing \| Rössing \| \| \| \| Querung Khan-Fluss (Damm) \| \| \| \| 58 \| Khan \| Khan \| \| \| \| Steilrampe (4,5 ‰) im Betrieb: Zugteilung \| \| \| \| 63 \| Wellwitsch \| Wellwitsch \| \| \| 85 \| Pforte \| Pforte \| \| \| 99 \| Jakalswater \| Jakalswater \| \| \| \| Wasserzubringer 14 km vom Swakop \| \| \| \| 14 \| Swakop-River \| Swakop-River \| \| \| 121 \| Sphinx \| Sphinx \| \| \| 147 \| Dorstrivier \| Dorstrivier \| \| \| 153 \| Kubas \| Kubas \| \| \| 165 \| Abbabis \| Abbabis \| \| \| 179 \| Habis \| Habis \| \| \| 194 \| Karibib Hauptwerkstätte \| Karibib Hauptwerkstätte \| \| \| \| Friedrichsfelde \| \| \| \| \| Johann-Albrechtshöhe/Ojimukoka \| \| \| \| 233 \| \| \| \| \| \| Vogelsang \| \| \| \| \| Kamunbonde \| \| \| \| \| Okasise \| \| \| \| 276 \| \| \| \| \| \| Kovatuerassane \| \| \| \| 300 \| Kapenousen \| Kapenousen \| \| \| \| Wasserscheide \| 1496 m \| \| \| 310 \| Okahandja \| Okahandja \| \| \| \| Osona \| \| \| \| \| Swakop \| \| \| \| \| Teufelsbach \| \| \| \| 346 \| Otjihavera \| Otjihavera \| \| \| 355 \| Okapuka \| Okapuka \| \| \| 366 \| Brakwater \| Brakwater \| \| \| 382 \| Windhoek \| 1654 m \| |                                           |                                           |                                           |
| Kopfbahnhof Streckenanfang (Strecke außer Betrieb) |                                           | Landungsbrücke                            | Landungsbrücke                            |
| Spitzkehrbahnhof links (Strecke außer Betrieb) |                                           | Mole                                      | Mole                                      |
| Bahnhof (Strecke außer Betrieb) | 0                                         | Swakopmund                                | Swakopmund                                |
| Bahnhof (Strecke außer Betrieb) | 10                                        | Nonidas                                   | Nonidas                                   |
| Bahnhof (Strecke außer Betrieb) | 20                                        | Richthofen                                | Richthofen                                |
| Bahnhof (Strecke außer Betrieb) | 40                                        | Rössing                                   | Rössing                                   |
| Brücke über Wasserlauf (Strecke außer Betrieb) |                                           | Querung Khan-Fluss (Damm)                 | Querung Khan-Fluss (Damm)                 |
| Bahnhof (Strecke außer Betrieb) | 58                                        | Khan                                      | Khan                                      |
| Strecke (außer Betrieb) |                                           | Steilrampe (4,5 ‰) im Betrieb: Zugteilung | Steilrampe (4,5 ‰) im Betrieb: Zugteilung |
| Bahnhof (Strecke außer Betrieb) | 63                                        | Wellwitsch                                | Wellwitsch                                |
| Bahnhof (Strecke außer Betrieb) | 85                                        | Pforte                                    | Pforte                                    |
| Kopfbahnhof Streckenanfang (Strecke außer Betrieb) · Bahnhof (Strecke außer Betrieb) | 99                                        | Jakalswater                               | Jakalswater                               |
| Strecke (außer Betrieb) · Strecke (außer Betrieb) |                                           | Wasserzubringer 14 km vom Swakop          | Wasserzubringer 14 km vom Swakop          |
| Kopfbahnhof Streckenende (Strecke außer Betrieb) · Strecke (außer Betrieb) | 14                                        | Swakop-River                              | Swakop-River                              |
| Bahnhof (Strecke außer Betrieb) | 121                                       | Sphinx                                    | Sphinx                                    |
| Bahnhof (Strecke außer Betrieb) | 147                                       | Dorstrivier                               | Dorstrivier                               |
| Bahnhof (Strecke außer Betrieb) | 153                                       | Kubas                                     | Kubas                                     |
| Bahnhof (Strecke außer Betrieb) | 165                                       | Abbabis                                   | Abbabis                                   |
| Bahnhof (Strecke außer Betrieb) | 179                                       | Habis                                     | Habis                                     |
| Bahnhof (Strecke außer Betrieb) | 194                                       | Karibib Hauptwerkstätte                   | Karibib Hauptwerkstätte                   |
| Bahnhof (Strecke außer Betrieb) |                                           | Friedrichsfelde                           | Friedrichsfelde                           |
| Bahnhof (Strecke außer Betrieb) |                                           | Johann-Albrechtshöhe/Ojimukoka            | Johann-Albrechtshöhe/Ojimukoka            |
| Dienststation / Betriebs- oder Güterbahnhof (Strecke außer Betrieb) | 233                                       |                                           |                                           |
| Bahnhof (Strecke außer Betrieb) |                                           | Vogelsang                                 | Vogelsang                                 |
| Bahnhof (Strecke außer Betrieb) |                                           | Kamunbonde                                | Kamunbonde                                |
| Bahnhof (Strecke außer Betrieb) |                                           | Okasise                                   | Okasise                                   |
| Dienststation / Betriebs- oder Güterbahnhof (Strecke außer Betrieb) | 276                                       |                                           |                                           |
| Bahnhof (Strecke außer Betrieb) |                                           | Kovatuerassane                            | Kovatuerassane                            |
| Bahnhof (Strecke außer Betrieb) | 300                                       | Kapenousen                                | Kapenousen                                |
| Kulminations-/Scheitelpunkt (Strecke außer Betrieb) |                                           | Wasserscheide                             | 1496 m                                    |
| Bahnhof (Strecke außer Betrieb) | 310                                       | Okahandja                                 | Okahandja                                 |
| Bahnhof (Strecke außer Betrieb) |                                           | Osona                                     | Osona                                     |
| Brücke über Wasserlauf (Strecke außer Betrieb) |                                           | Swakop                                    | Swakop                                    |
| Bahnhof (Strecke außer Betrieb) |                                           | Teufelsbach                               | Teufelsbach                               |
| Bahnhof (Strecke außer Betrieb) | 346                                       | Otjihavera                                | Otjihavera                                |
| Bahnhof (Strecke außer Betrieb) | 355                                       | Okapuka                                   | Okapuka                                   |
| Bahnhof (Strecke außer Betrieb) | 366                                       | Brakwater                                 | Brakwater                                 |
| Bahnhof (Strecke außer Betrieb) | 382                                       | Windhoek                                  | 1654 m                                    |

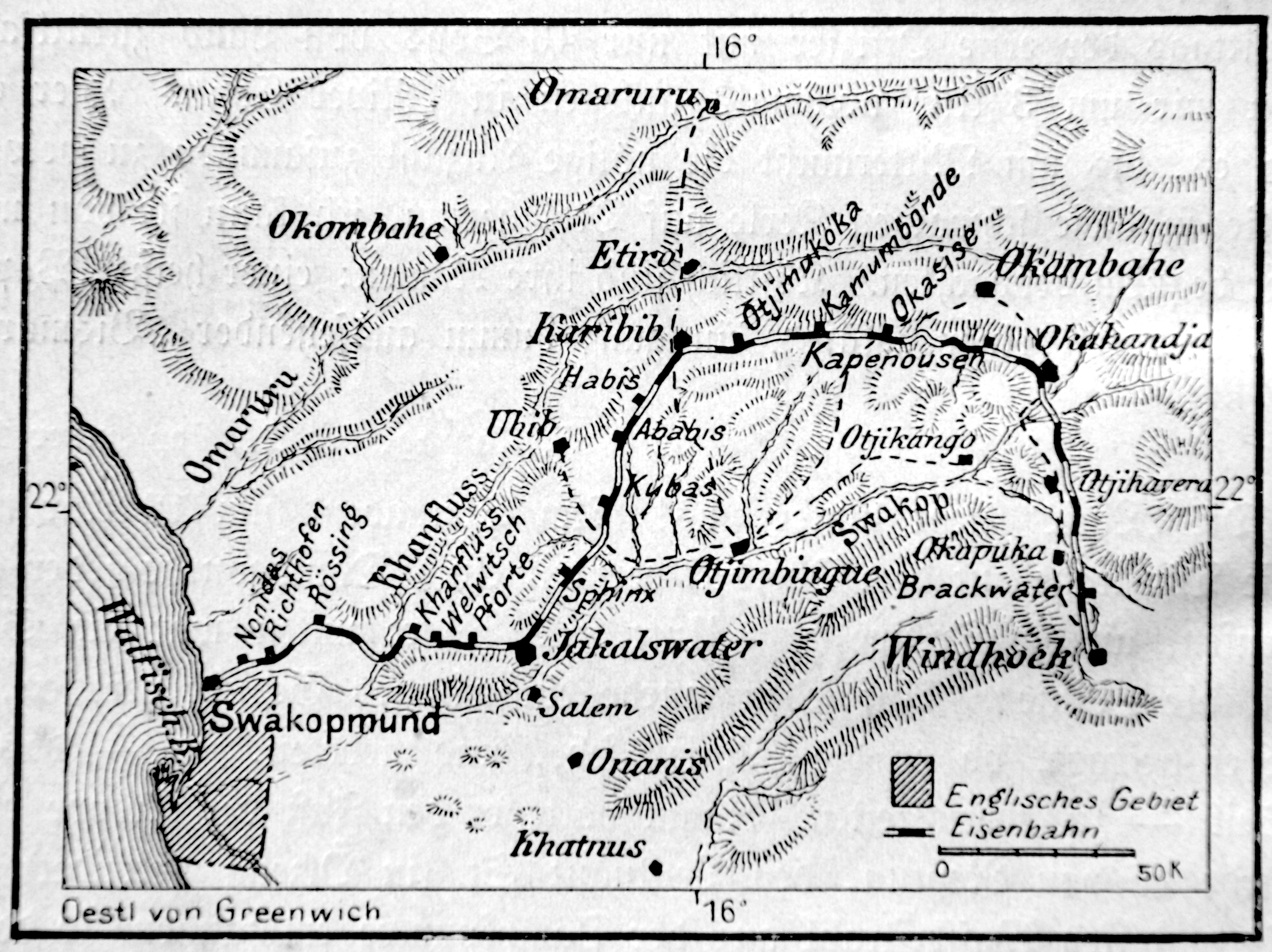
Die alte Trasseführung der Bahnstrecke Swakopmund–Windhoek via Jakaslwater

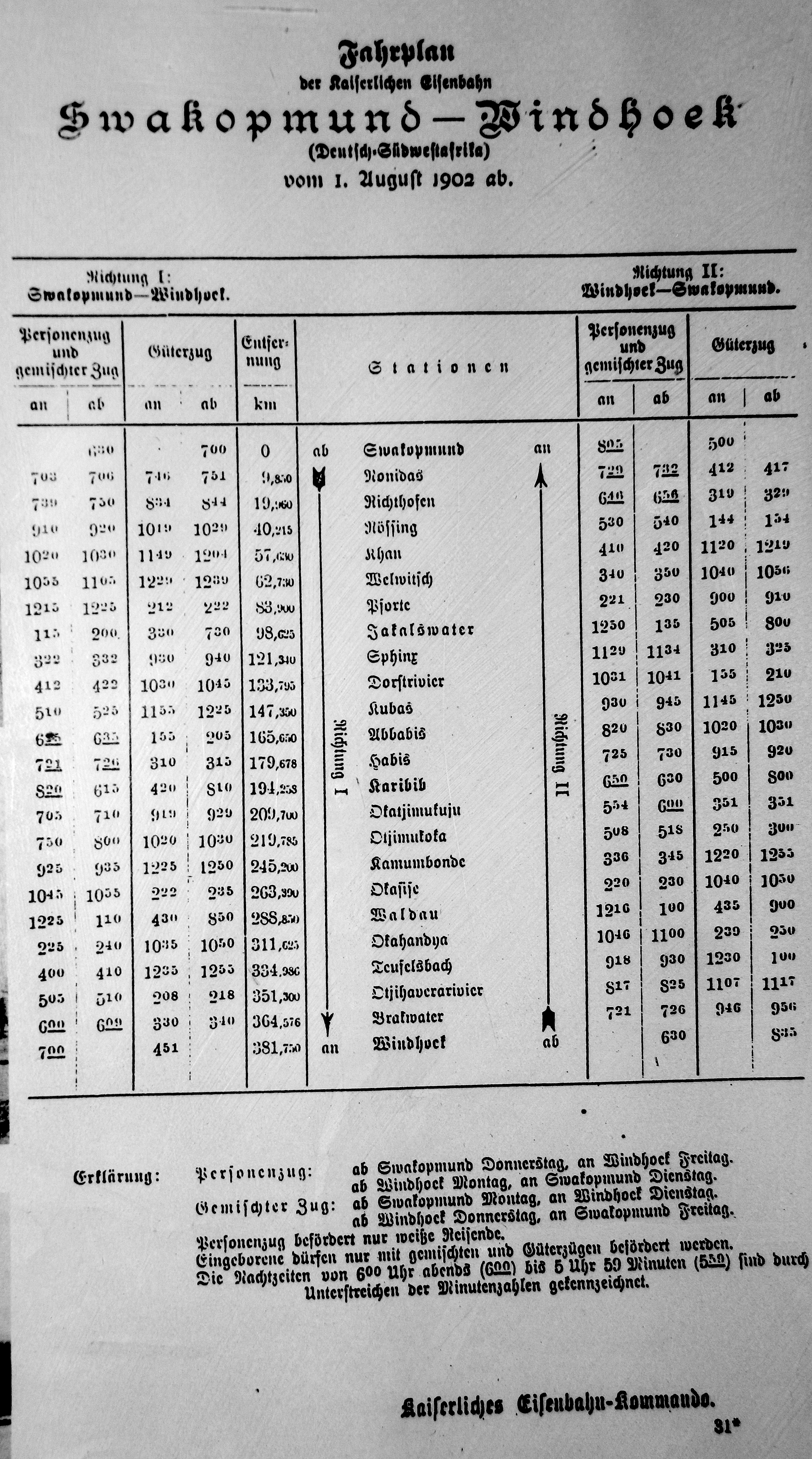
Fahrplan Swakopmund-Windhoek im Jahr 1902

Die Bahnstrecke Swakopmund–Windhoek ist eine stillgelegte Hauptbahnstrecke in Südwestafrika, dem heutigen Namibia. Sie wurde ab September 1897 erbaut und bis 1990 unter dieser Streckenbezeichnung (zuzüglich des 1914 errichteten Weiterbaus nach Walvis Bay) betrieben.
Heute wird die Strecke – teilweise auf einer nördlich davon gelegenen neuen Trasse – über Swakopmund hinaus bis Walvis Bay unter den Bezeichnungen Bahnstrecke Windhoek–Kranzberg sowie Bahnstrecke Kranzberg–Walvis Bay in Kapspur von TransNamib betrieben. Auf einer aus der Zeit Deutsch-Südwestafrikas stammenden Karte sind sowohl die hier beschriebene, über Jakalswater führende, wie auch die nördlich, an Jakalswater vorbeiführende Trasse, eingezeichnet.

## 600-mm-Schmalspurbahn

### Bau
Da 1897 das Verkehrssystem in Deutsch-Südwestafrika nach einer Rinderpest zusammenbrach, wurde als Ersatz eine 600 mm-Schmalspurbahn mit in Deutschland ausreichend vorhandenem Feldbahnmaterial geplant. Eine Eisenbahn wurde mit dem Bau der Strecke vom Hafen Swakopmund zur Hauptstadt Windhoek des damaligen Schutzgebietes Deutsch-Südwestafrika beauftragt. Die Arbeiten standen unter der Leitung von vier Offizieren und wurden von 290 Soldaten und 800 einheimischen Arbeitern durchgeführt. Der Betrieb der Gesamtstrecke wurde am 19. Juni 1902 aufgenommen.

### Betrieb
Für den zivilen Fahrplan mussten täglich 34 Lokomotiven unter Dampf gehalten werden, 20 weitere standen in Reserve. Ein Teil der Lokomotiven waren als Zwillingslokomotiven paarweise gekuppelt. Es gab
- 7 Wagen 1. Klasse
- 2 Wagen 2. Klasse
- 5 Gepäckwagen
- 308 Güterwagen (Ladegewicht: 5 Tonnen)
- 83 Wasserwagen (als Zusatztender für die Dampflokomotiven)
- 50 Arbeits- und Bahnmeisterwagen

Während die Reise von Swakopmund nach Windhuk in der Zeit vor dem Bau der Eisenbahn zehn Tage dauerte, verkürzte sie sich mit der Bahn zunächst auf drei, später auf zwei Tage. Es gab nur Tagesverkehr. Reisende mussten in Karibib übernachten. Die Reisegeschwindigkeit betrug – ohne die Übernachtung – knapp 14 km/h.
Trotz ihrer relativ primitiven technischen Ausstattung erbrachte die Bahn beachtliche Verkehrsleistungen, insbesondere bei der Niederschlagung des Aufstands der Herero und Nama 1904–1905.
Anfangs wurde die Bahn vom Kaiserlichen Eisenbahnkommando betrieben, am 1. April 1907 jedoch der Zivilverwaltung des Schutzgebietes unterstellt. Die zentrale Werkstatt befand sich in Karibib.

## Kapspurbahn
1910/11 wurde der Abschnitt Windhoek–Karibib auf Kapspur (1067 mm) umgespurt, nachdem zuvor schon für die Lüderitz-Eisenbahn und die Bahnstrecke Windhoek–Keetmanshoop diese Spurweite gewählt worden war. Die Wahl dieser Spurweite war bedingt durch die relative Nähe des südafrikanischen Netzes, das in dieser Spurweite errichtet worden war. Bei der Umspurung der Bahnstrecke Swakopmund-Windhoek im Abschnitt Windhoek-Karibib wurden zugleich Kurvenradien entschärft und Steigungen verflacht, wodurch die Strecke drei Kilometer länger, aber ihr genereller Verlauf beibehalten wurde. Die Kosten dieses Umbaus entsprachen den ursprünglichen Neubaukosten und konnten nur aufgebracht werden, weil die Diamantenfunde seit 1908 dem Schutzgebiet den erforderlichen finanziellen Spielraum gaben. Der Streckenabschnitt der Staatsbahn von Swakopmund über Jakalswater nach Karibib verblieb zunächst in der ursprünglichen 600 mm-Spur und wurde nur noch zweimal pro Monat in jeder Richtung bedient. Der Regelverkehr zwischen Swakopmund und Windhoek wurde zwischen Swakopmund und Karibib auf der ebenfalls in 600 mm ausgeführten Otavibahn geführt. In Karibib mussten alle Reisenden umsteigen und alle Güter umgeladen werden. Von hier ging es dann auf der 1067-mm-Spur weiter. Dieser Ausbau ermöglichte es erstmals, mit dem Eilzug der Otavibahn und einem korrespondierenden Schnellzug der Staatsbahn die Strecke zwischen Küste und Hauptstadt (sowie umgekehrt) in einem Tag zurückzulegen.
Von der Bahnstation Jakalswater führte eine zirka 14 km lange Schmalspurbahn bis zum Flussbett des Swakop, um von dort Wasser für die Dampflokomotiven nach Jakalswater bringen zu können. Das Trassee dieser von Nordwesten nach Südosten verlaufenden Zubringerbahn ist auf Satellitenfotos noch gut zu erkennen.
Mit dem Ausbruch des Ersten Weltkriegs räumte die deutsche Schutztruppe die Küste, zog sich ins Inland zurück und zerstörte dabei sowohl die Otavibahn als auch die Staatsbahntrasse in Richtung Karibib bis Rössing. Die Briten setzten von ihrer Enklave Walfischbucht sofort nach und bauten die Otavibahn in Richtung Karibib in Kapspur wieder auf, wobei das letzte Stück zwischen Usakos und Karibib neu trassiert wurde. Das Netz der Otavibahn nördlich von Usakos verblieb in 600 mm-Betrieb. Die Werkstatt für beide Betriebsarten wurde in Usakos zusammengefasst, die in Karibib geschlossen. Die alte Staatsbahntrasse über Jakalswater wurde aufgegeben. Somit bestand nun auf der Gesamtstrecke zwischen Swakopmund und Windhoek wieder durchgehender Verkehr, nun auf 1067-mm-Gleis.

## Galerie

Mit einem Zwilling bespannter Zug bei Windhuk
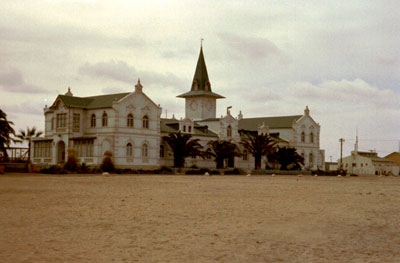
Bahnhof Swakopmund
Eisenbahnbrücke über den Swakop bei Okahandja, um 1910
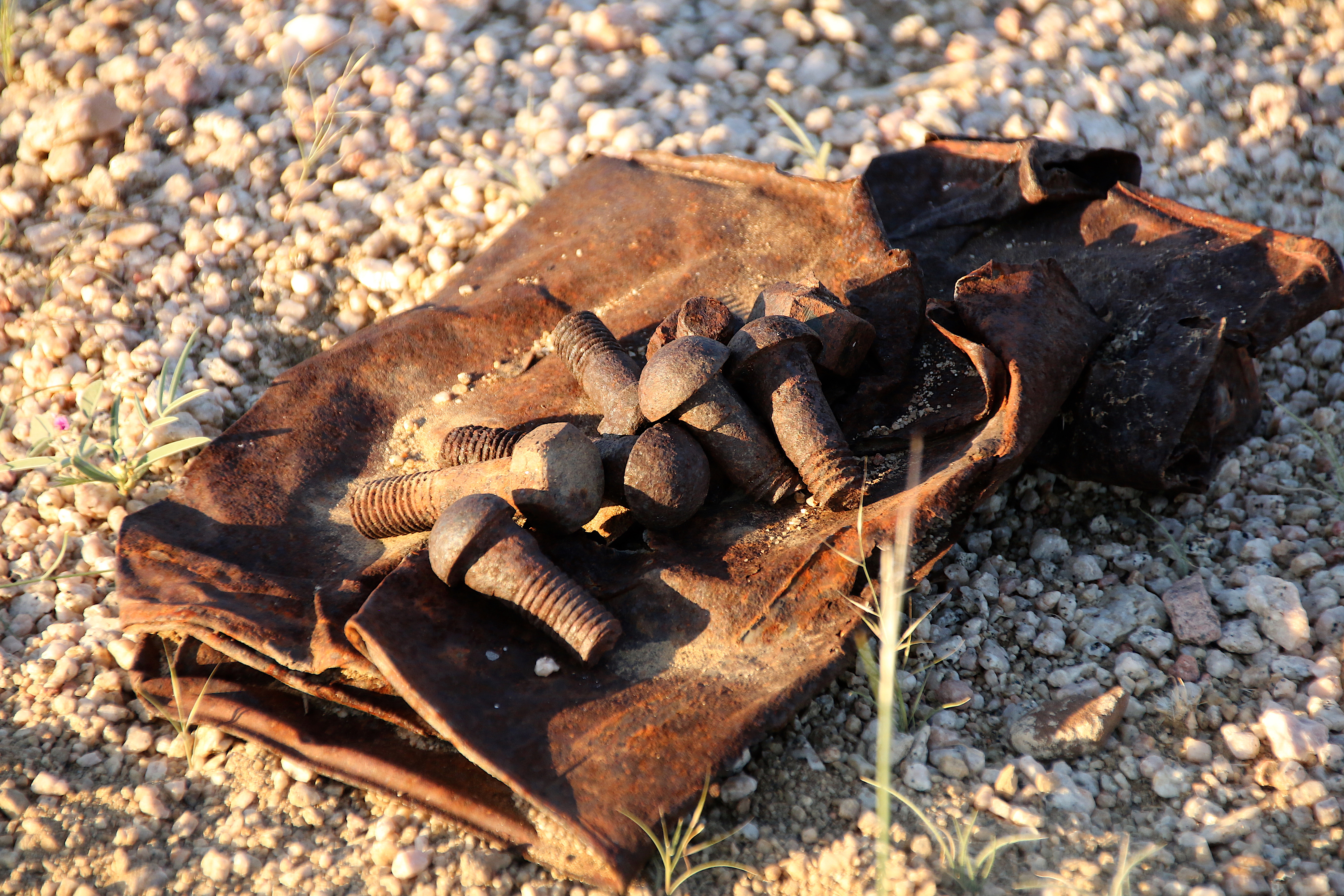
Reste der Zubringerbahn auf dem Trassee zwischen Jakalswater und dem Swakop-Rivier (2018)
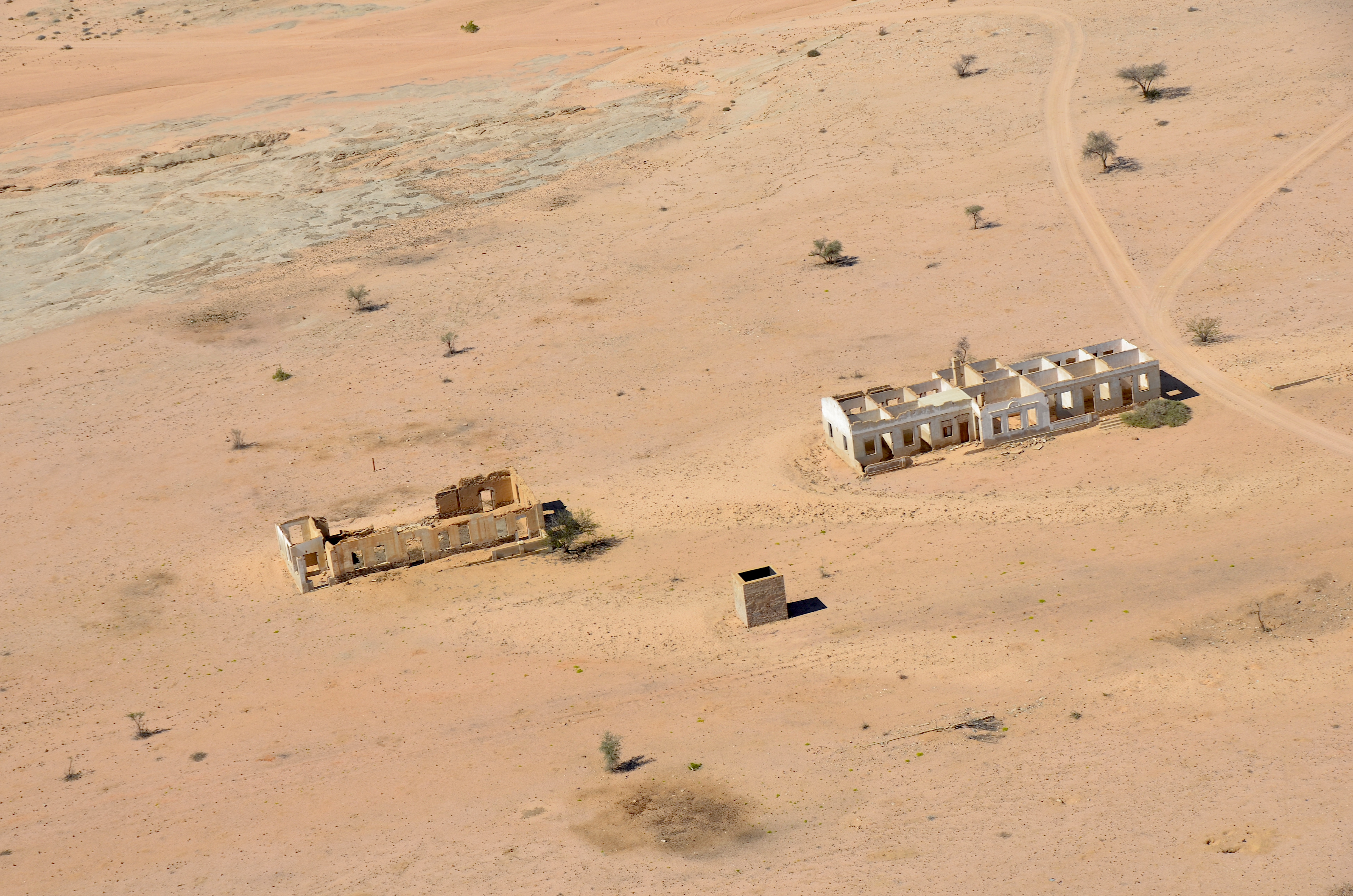
Die alte Bahnstation Jakalswater aus der Vogelperspektive (2017)